# Debian GNU/kFreeBSD
Debian GNU/kFreeBSDは、Debian GNU/LinuxのLinuxカーネル部分をFreeBSDのカーネルに置き換えたシステムである。名前がその構成をほぼそのまま表しており、「k」はKernelの意である。
標準Cライブラリは（FreeBSDのlibcではなく）GNU Cライブラリであるが、プロジェクト側で手を入れている。特に、システムコールについては、FreeBSDにはLinuxのシステムコールを実行する機能があるがそれを使っているわけではなく、FreeBSDのシステムコールで動作している。
Debian GNU/kFreeBSDは、2002年に作られた。kFreeBSDは、Debian 6.0（Squeeze）のリリースにテクノロジープレビューとして含まれ、Debian 7.0（Wheezy）では、公式のポートであった。しかし、Debian GNU/kFreeBSDは、公式にサポートされるプラットフォームとしては、Debian 8.0で中止された。これは、プロジェクトがその負荷を正当化するのに必要なユーザーをひきつけることができなかったからである。Debianの開発者は、OSS、pf、jails、NDIS、ZFSをFreeBSDカーネルに関する興味の理由として言及していた。
kFreeBSDは、Debian 8からアップデートされていない。しかし、2019年7月の段階で、非公式にメンテナンスされるOSとしては続いている。